# 에프1경주장로
에프1경주장로(F1 gyeongjujang-ro)는 전라남도 영암군 삼호읍 서호리 서호 교차로와 학산면 은곡리 서영암 나들목을 잇는 전라남도의 도로이다. 전 구간 국도 제2호선에 속하며, 녹색로와 남해고속도로를 이어주는 연결도로 역할을 한다. 2020년에는 서남부권 기업도시 '솔라시도'와 이어지는 진입도로가 이 도로와 연결될 예정이다.

## 연혁
- 2004년 9월 13일 : 목포시 국도대체우회도로 중 삼향 ~ 삼호 ~ 청호간 도로(무안군 삼향면 맥포리 ~ 영암군 삼호면 서호리) 16.0km 구간을 자동차 전용도로로 지정[2]
- 2009년 2월 20일 : 에프1경주장로로 명명
- 2011년 10월 11일 : 코리아 그랑프리 개최로 2011년 10월 17일까지 목포시 국도대체우회도로(무안군 삼향면 맥포리 ~ 영암군 삼호읍 서호리) 15.2km 구간 임시 개통[3]
- 2011년 12월 23일 : 목포시 국도대체우회도로(무안군 삼향면 맥포리 ~ 영암군 삼호읍 서호리) 15.2km 구간 개통[4]
- 2019년 2월 18일 : 목포시 국도대체우회도로의 자동차 전용도로 총 연장을 16.0km에서 15.2km로 정정[5]

## 주요 경유지
전라남도
- 영암군 (삼호읍 · 학산면)

## 노선
전 구간 국도 제2호선에 속하므로 이 노선에 대한 별도 표기는 생략한다.
- (■): 자동차 전용도로 구간

| 이름                          | 접속 노선                                 | 소재지            | 소재지            | 비고              |
| 솔라시도로와 직결             | 솔라시도로와 직결                         | 솔라시도로와 직결 | 솔라시도로와 직결 | 솔라시도로와 직결 |
| ----------------------------- | ----------------------------------------- | ----------------- | ----------------- | ----------------- |
| 서호 교차로                   | 국도 제2호선 (녹색로)                     | 영암군            | 삼호읍            |                   |
| 백야 교차로 (백야교)          | 원서호길                                  | 영암군            | 삼호읍            |                   |
| 망월천교                      |                                           | 영암군            | 삼호읍            |                   |
| 학산면                        |                                           | 영암군            |                   |                   |
| 신덕교                        |                                           | 영암군            |                   |                   |
| 서영암 나들목 (서영암 교차로) | 10호선 남해고속도로 국도 제2호선 (무영로) | 영암군            |                   |                   |